# Operazione coniglio
Operazione coniglio oppure Operazione: Coniglio (Operation: Rabbit) è un film del 1952 diretto da Chuck Jones. È un cortometraggio animato della serie Looney Tunes, prodotto dalla Warner Bros. e uscito negli Stati Uniti il 19 gennaio 1952. I protagonisti del cartone animato sono Bugs Bunny e Willy il Coyote.
Questo è il primo dei cinque cortometraggi ad avere come protagonisti Bugs Bunny e Willy il Coyote, il quale per la prima volta parla e ha un nome. Gli altri cartoni sulla accoppiata Bugs-Willy sono Errare è umano (1956), L'impresa del coyote (Rabbit's Feat) 1960, Il genio magnetico (1961) e Un coniglio di fretta (1963).

## Trama
In un deserto, Bugs Bunny riceve una visita dal suo vicino di casa Willy il Coyote ("Vil Coyote" nel primo doppiaggio), che gli si presenta come "genio" e gli comunica la propria intenzione di acchiapparlo per mangiarselo. Il Coyote gli propone di arrendersi subito, perché oltre a essere più intelligente di Bugs, è anche più alto, veloce e forte. Bugs Bunny ovviamente rifiuta sbattendogli in faccia la porta (in realtà costruita dallo stesso Coyote sul buco d'ingresso alla tana di Bugs); Willy si ritira allora nella sua caverna, dove progetta delle invenzioni per riuscire nella sua impresa.
La prima idea del Coyote è di applicare una pentola a pressione sulla tana di Bugs Bunny, per cuocerlo vivo; Bugs, con uno stratagemma, riesce però a uscire dalla tana, intrappolargli la testa nella pentola e picchiarlo. In seguito il Coyote prova a sparare una palla di cannone nella tana, ma Bugs gliela rivolta contro; è poi il coniglio a ingannare il suo molestatore con un candelotto di dinamite mascherato da penna stilografica.
Willy Coyote costruisce un robot dalle sembianze di avvenente coniglietta, per usarlo come esca contro Bugs. Questi, però, ha costruito un altro robot esplosivo in forma di Coyote femmina: Willy se ne innamora e lo porta nella sua caverna, solo per vederla esplodere assieme al robot-cogniglietta. Il piano successivo del Coyote prevede l'utilizzo di un disco volante con un radar in grado di individuare conigli, uccelli e topi. Bugs riesce a riprogrammarlo in modo che rintracci solo i coyote, e riesce così a distruggere la casa di Willy.
L'ultimo piano del Coyote consiste nel riempire delle finte carote con del liquido esplosivo. Bugs utilizza un trattore per trascinare il laboratorio di Willy sui binari di una ferrovia, facendolo travolgere da un treno.
Al termine dell'avventura, un Willy il Coyote ustionato e confuso si reca di nuovo alla porta di Bugs, e ammette la sua sconfitta ripresentandosi non più come genio ma come uno scemo. Bugs, ironicamente, commenta: "E se lo dice lui di essere un genio, ci dovete credere!".